# 多枝苦荬菜属
多枝苦荬菜属（学名：Atalanthus）是菊科下的一个属，为区别在于本属为多枝半灌木或多年生草本植物。该属共有约10种，分布于中亚、地中海地区至加那利群岛。多枝苦荬菜属与苦荬菜属（Sonchus）近似，区别在于本属为多枝半灌木或多年生草本。
现为苦苣菜属 （Sonchus L.）的异名。